# Sesto Roscio Amerino
Sesto Roscio Amerino (Ameria, circa 120 a.C. – post 80 a.C.) fu un cittadino romano accusato di parricidio dal liberto di Silla Lucio Cornelio Crisogono.
il cognomen Amerino indicava la sua provenienza da Ameria.
Roscio Amerino si era opposto ad una disposizione del tiranno riguardo all'eredità di alcuni possedimenti e per questo fu accusato da Lucio Cornelio Crisogono, un liberto arricchito di Silla (che aveva pure proscritto Roscio Amerino, acquisendo i suoi beni), di aver ucciso il padre Sesto Roscio. Fu difeso nell'80 a.C. da Marco Tullio Cicerone, con la sua Pro Roscio Amerino; il processo si concluse con il successo di Cicerone e l'assoluzione di Roscio Amerino.